# 오오바 미나
오오바 미나(일본어: 大場 美奈, 1992년 4월 3일 ~ )는 일본의 아이돌이며, 여성 아이돌 그룹 전 SKE48 팀KII의 리더이다.
카나가와 현 요코하마시 출신. 재팬 뮤직 엔터테인먼트 소속.

## 내력
2007년
- 5월, 《AKB48 제1회 연구생 (4기생) 오디션》에 응모하지만 불합격한다.

2008년
- 12월, 《AKB48 제4회 연구생 (7기생) 오디션》에 응모하지만 불합격한다.

2009년
- 9월 20일, 《AKB48 제6회 연구생 (9기생) 오디션》에 합격한다.

2010년
- 12월 8일, 《AKB48 극장 5주년 특별 기념 공연》에서, 동기 시마자키 하루카, 시마다 하루카, 타케우치 미유, 나가오 마리야, 나카무라 마리코, 모리 안나, 야마우치 스즈란과 함께, 정규 멤버로의 승격이 발표되었다. 하지만 기존 팀에 빈자리가 없었기 때문에, 그 후에 정규 멤버 56명에 포함되면서 소속은 팀 연구생인 채로, 때에 따라서는 연구생 취급이기도 했다.

2011년
- 6월 6일, TOKYO DOME CITY HALL에서 개최된 《〈놓친 그대들에게〉~AKB48 그룹 전 공연~》·해바라기조 1st Stage 〈나의 태양〉 공연에서, 팀 연구생이었던 다른 정식 멤버와 함께 팀4를 결성하는 것이 발표되었다[1].
- 5월부터 6월에 걸쳐 실시된 《AKB48 22nd 싱글 선발 총선거 〈올해도 진심입니다〉》에서는 35위로, 언더 걸즈에 들어갔다[2].
- 7월 23일, 세이부 돔에서 개최된 《AKB48 콘서트 자~가자~! in 세이부 돔》 2일째 공연에서 팀4의 캡틴 취임이 발표되었다[3].
- 9월 2일, 과거 블로그 내용[4]에 의해, 멤버나 팬에게 폐를 끼쳤다 하여, 근신을 발표했다. 그것과 함께, 캡틴 사임과 24th 싱글 가위바위보 대회의 사퇴를 발표했다[5].
- 11월 12일, 마쿠하리 멧세에서 개최된 〈바람은 불고 있어〉 극장반 악수회에서, 2012년 1월부터 팀4에 복귀하는 것이 보고되었다[6].

2012년
- 1월 4일부터 극장 공연에 복귀[7]. 또, 팀4 캡틴에도 복귀했다[8].
- 3월 25일, 콘서트 《업무 연락. 부탁해, 카타야마 부장! in 사이타마 수퍼 아레나》 3일째 공연에서, 재팬 뮤직 엔터테인먼트로의 이적 타진이 있었던 것이 발표되었다[9][10]. 그 후 정식으로 이적했다.
- 5월부터 6월에 걸쳐 실시된 《AKB48 27th 싱글 선발 총선거》에서는 57위로, 퓨처 걸즈에 들어갔다[11].
- 8월 24일, 《AKB48 in TOKYO DOME ~1830m의 꿈~》 첫날 공연에서, 팀4의 해체와 함께 팀B로 이동하는 것이 발표되었다[12][13].
- 11월 1일, 팀B로 이동.
- 11월 3일, 팀B 웨이팅 공연의 스탠딩 멤버로서 신 팀에서의 활동을 개시한다[14].

2013년
- 4월 28일, 일본무도관에서 개최된 《AKB48 그룹 임시총회 ~흑백을 가리지 않겠는가!~》 최종일 밤공연에서, SKE48 팀KII를 겸임하는 것이 발표되고[15], 겸임이 개시되었다[16].
- 5월부터 6월에 걸쳐 실시된 《AKB48 32nd 싱글 선발 총선거》에서는 48위로, 넥스트 걸즈에 들어갔다[17].
- 9월 18일에 일본무도관에서 개최된 《AKB48 34th 싱글 선발 가위바위보 대회》에서는 베스트4에 들어가, 첫 선발이 되었다.

2014년
- 2월 24일, Zepp DiverCity에서 개최된 《AKB48 그룹 대조각 축제~시대는 변한다. 하지만, 우리는 앞 밖에 보지 않아!~》의 팀 재편에서, SKE48 팀KII로의 완전 이적과 동팀의 부리더를 맡는 것이 발표되었다[18].
- 4월 23일, AKB48 팀B 웨이팅 공연의 최종일에, 오오바를 포함한 이적 멤버의 장행회가 행해진다[19].
- 5월부터 6월에 걸쳐 실시된 《AKB48 37th 싱글 선발 총선거》에서는 56위로, 퓨처 걸즈에 들어갔다[20].

2015년
- 5월부터 6월에 걸쳐 실시된 《AKB48 41st 싱글 선발 총선거》에서는 27위로, 언더 걸즈에 선출되었다[21].

2022년
- 4월 30일, SKE48를 졸업.

## 인물
- 장점은 〈여러가지를 생각한 뒤에 행동한다〉, 단점은 〈지기 싫어한다〉라는 것[22].
- 좋아하는 음식은 감자, 싫어하는 음식은 토마토[22].
- 목표로 하고 있는 연예인은, 키타가와 케이코[22].
- 가스 용접 기능 강습 수료[23].

### AKB48 관련
- 9기생 중에서는 최연장, 2010년 12월 8일 이후 자신의 승격 결정 때까지는, 팀 연구생 전체 중에서도 최연장이었다. 또한, 동기 시마다와 요코야마 유이와는 동갑으로, 2011년 6월에 승격한 팀4에서도 최연장이었다.
- 동경하고 있는 멤버는, 카시와기 유키[24]. 오시멘이기도 하다[25].
- NMB48의 야마다 나나와는, 생년월일과 혈액형이 같다.

## SKE48·AKB48에서의 참가곡

### 싱글 CD 참가곡
SKE48 명의
- 美しい稲妻 / 아름다운 번개
  - 2人だけのパレード / 둘 뿐인 퍼레이드 - 팀KII 명의
- 賛成カワイイ！ / 찬성 귀여워!
  - ずっとずっと先の今日 / 훨씬 전 앞의 오늘 - 셀렉션 18 명의
- 未来とは？ / 미래란?
  - S子と嘘発見器 / S아이와 거짓말 탐지기 - 팀KII 명의
- 不器用太陽 / 서투른 태양
  - Coming soon - 보트피어 선발 명의
  - 友達のままで / 친구인 채로 - 셀렉션 10 명의
  - サヨナラ 昨日の自分 / 안녕 어제의 나 - 팀KII 명의
- 12月のカンガルー / 12월의 캥거루
  - DA DA マシンガン / DA DA 머신 건 - 팀KII 명의
  - 愛のルール / 사랑의 룰 - 포카드 명의
- コケティッシュ渋滞中 / 코케티시 정체 중
  - 今夜はJoin us! / 오늘 밤은 Join us! - 팀KII 명의
  - 夜の教科書 / 밤의 교과서 - 셀렉션 17 “AKB49~연애 금지 조례~” 명의
- 前のめり / 앞으로 기우뚱

AKB48 명의
- 〈ポニーテールとシュシュ 포니테일과 슈슈〉에 수록
  - 僕のYELL / 나의 YELL - 시어터 걸즈 명의
- 〈チャンスの順番 찬스의 차례〉에 수록
  - フルーツ・スノウ / 푸르츠 스노우 - 팀 연구생 명의
- 〈桜の木になろう 벚나무가 되자〉에 수록
  - 黄金センター / 황금 센터 - 팀 연구생 명의
- 〈Everyday、カチューシャ Everyday, 카츄샤〉에 수록
  - ヤンキーソウル / 양키 소울
  - アンチ / 안티 - 팀 연구생 명의
- 〈フライングゲット 플라잉 겟〉에 수록
  - 抱きしめちゃいけない / 껴안아서는 안 돼 - 언더 걸즈 명의
  - 青春と気づかないまま / 청춘이란 걸 깨닫지 못한 채
- 〈真夏のSounds good ! 한여름의 Sounds good !〉에 수록
  - 3つの涙 / 3개의 눈물 - 스페셜 걸즈 명의
- 〈ギンガムチェック 깅엄 체크〉에 수록
  - Show fight ! - 퓨처 걸즈 명의
- 〈UZA〉에 수록
  - 正義の味方じゃないヒーロー / 정의의 편이 아닌 히어로 - 팀B 명의
- 〈永遠プレッシャー 영원 프레셔〉에 수록
  - 私たちのReason / 우리의 Reason
- 〈So long !〉에 수록
  - Waiting room - 언더 걸즈 명의
  - そこで犬のうんち踏んじゃうかね? / 거기서 개똥 밟아버릴까? - 팀B 명의
- 〈さよならクロール 안녕 크롤〉에 수록
  - ロマンス拳銃 / 로맨스 권총 - 팀B 명의
- 〈恋するフォーチュンクッキー 사랑하는 포춘 쿠키〉에 수록
  - 今度こそエクスタシー / 이번에야 말로 엑스터시 - 넥스트 걸즈 명의
- 〈ハート・エレキ 하트 일렉트릭 기타〉에 수록
  - 快速と動体視力 / 쾌속과 동체 시력 - 언더 걸즈 명의
  - Tiny T-shirt - 팀B 명의
- 鈴懸の木の道で「君の微笑みを夢に見る」と言ってしまったら僕たちの関係はどう変わってしまうのか、僕なりに何日か考えた上でのやや気恥ずかしい結論のようなもの / 플라타너스 나무가 서 있는 길에서 「네 미소가 꿈에 나왔어」라고 말해버린다면 우리들의 관계는 어떻게 변하는 걸까, 나 나름대로 며칠이고 생각해본 후의 조금 부끄러운 결론처럼
  - Escape - SKE48 명의
- 〈前しか向かねえ 앞 밖에 보지 않아〉에 수록
  - KONJO - Talking Chimpanzees 명의
- ラブラドール・レトリバー / 래브라도 리트리버
- 〈心のプラカード 마음의 플래카드〉에 수록
  - 性格が悪い女の子 / 성격이 나쁜 여자 아이 - 퓨처 걸즈 명의
- 〈希望的リフレイン 희망적 리프레인〉에 수록
  - 歌いたい / 노래하고 싶어 - 카틀레야조 명의
- 〈Green Flash〉에 수록
  - 世界が泣いてるなら / 세계가 울고 있다면 - SKE48 명의
- 〈ハロウィン・ナイト 할로윈 나이트〉에 수록
  - さよならサーフボード / 안녕 서프보드 - 언더 걸즈 명의

### 앨범 CD 참가곡
AKB48 명의
- 《ここにいたこと 여기에 있던 것》에 수록
  - High school days - 팀 연구생 명의
  - ここにいたこと / 여기에 있던 것 - AKB48+SKE48+SDN48+NMB48 명의
- 《1830m》에 수록
  - ファースト・ラビット / 퍼스트 래빗
  - 直角Sunshine / 직각 Sunshine - 팀4 명의
  - 青空よ 寂しくないか? / 푸른 하늘이여 외롭지 않은가? - AKB48+SKE48+NMB48+HKT48 명의
- 《次の足跡 다음 발자국》에 수록
  - Stoicな美学 / Stoic한 미학
  - ぽんこつブルース / 퐁코츠 블루스
  - 悲しき近距離恋愛 / 슬픈 근거리 연애 - 팀B 명의
- 《ここがロドスだ、ここで跳べ! 여기가 로도스다, 여기서 뛰어라!》에 수록
  - 生き続ける / 계속 살아간다

### 극장 공연 유닛곡
AKB48 명의
연구생 〈아이돌의 새벽〉 공연
- 残念少女 / 유감 소녀

연구생 〈연애 금지 조례〉 공연
- 真夏のクリスマスローズ / 한여름의 크리스마스 로즈

연구생 〈시어터의 여신〉 공연
- 夜風の仕業 / 밤바람의 소행

팀B 5th Stage 〈시어터의 여신〉 공연
- ロマンスかくれんぼ / 로맨스 숨바꼭질 (전좌 걸)
- 夜風の仕業 / 밤바람의 소행 ※
※카시와기 유키의 언더

팀A 6th Stage 〈목격자〉 공연
- ミニスカートの妖精 / 미니스커트의 요정 (전좌 걸즈)
- 腕を組んで / 팔짱을 끼고 ※
※마에다 아츠코의 언더
- サボテンとゴールドラッシュ / 선인장과 골드 러시 ※
※시노다 마리코의 유닛 언더

팀K 6th Stage 〈RESET〉 공연
- 檸檬の年頃 / 레몬 시절 (전좌 걸즈)
- 心の端のソファー / 마음 속 한 구석의 소파 ※
※후지에 레이나의 언더

팀4 1st Stage 〈나의 태양〉 공연
- ヒグラシノコイ / 쓰르라미의 사랑

우메다 팀B 웨이팅 공연
- 涙に沈む太陽 / 눈물에 잠기는 태양 (팀 서프라이즈 〈중력 심퍼시〉 공연, 시노다 마리코, 카시와기 유키의 포지션) ※
※카시와기 유키가 휴연 사, 카시와기의 언더로 출연
- ごめんね ジュエル / 미안해 주얼 (팀K 4th Stage 〈최종 벨이 울린다〉, 오오시마 유코의 포지션) ※
※와타나베 미유키의 언더

SKE48 명의
팀KII 4th Stage 〈시어터의 여신〉 공연
- ロッカールームボーイ / 로커 룸 보이

팀KII 5th Stage 〈레모네이드 마시는 법〉 공연
- Nice to meet you!

## 출연

### 드라마
- 마지스카 학원 최종화 (2010년 3월 26일, TV 도쿄) - 마지스카 여학원 학생 역
- 마지스카 학원 (2011년 4월 15일 ~ 7월 1일, TV 도쿄) - 노처녀 역
- 아름다운 그대에게~미남☆파라다이스~ 제1 ~ 8화 (2011년 7월 10일 ~ 8월 28일, 후지 TV) - 아베노 에리카 역 (도중 강판)
- 사립 바카레아 고교 (2012년 4월 14일 ~ 6월 30일, 닛폰 TV) - 사야 역
- 마지스카 학원 (2012년 7월 13일 ~ 10월 5일, TV 도쿄) - 다스 역
- So long ! 제3화 (2013년 2월 13일, 닛폰 TV) - 사오토메 유마 역

### 영화
- 극장판 사립 바카레아 고교 (2012년 10월 13일, 쇼게이트) - 사야 역

| 전임 오오바 미나 | 제1대 SKE48 팀KII 리더 2014년 ~ 현재 | 후임 (현직) |

## 서적

### 캘린더
- 탁상 오오바 미나 2013년 캘린더 (2012년 12월 7일, 하고로모)
- 탁상 오오바 미나 2014년 캘린더 (2013년 12월 6일, 하고로모)